# Луиза фон Мекленбург-Щрелиц
Луиза Августа Вилхелмина Амалия фон Мекленбург-Щрелиц е кралица на Прусия, съпруга на пруския крал Фридрих Вилхелм III.

## Биография

### Произход
Родена е на 10 март 1776 в Хановер, Курфюрство Брауншвайг-Люнебург. Тя е дъщеря на великия херцог на Мекленбург-Щрелиц Карл II (1741 – 1816) и принцеса Фридерика Каролина Луиза фон Хесен-Дармщат (1752 – 1782).

### Кралица на Прусия
През 1793 във Франкфурт принцеса Луиза среща престолонаследника на Прусия, принц Фридрих, който, впечатлен от нейната красота и благородство, иска ръката ѝ. Двамата сключват брак на 24 декември същата година. През 1797 г. съпругът ѝ Фридрих се възкачва на престола на Прусия като крал Фридрих Вилхелм III, а Луиза получава титлата кралица на Прусия.
Като кралица на Прусия Луиза Августа се радва на изключителна популярност, уважение и внимание, а нищо не впечатлява повече от достойнството и смелостта, с които тя и семейството ѝ понасят мъчителните удари на войната между Прусия и Франция.
След битката при Йена, Луиза и съпругът ѝ се установяват в Кьонигсберг, а след битките при Йелауи и Фридланд, когато цяла Прусия се оказва окупирана от Франция, Луиза лично посещава Наполеон Бонапарт в щабквартирата му в Тилзит, за да договори условията за мир, но усилията ѝ остават напразни. В края на 1808 г. Луиза напуска Прусия и посещава Санкт Петербург и отново се завръща в Берлин в края на декември 1809 г.
По време на войната Наполеон се опитва да срине репутацията на пруската кралица, като я дискредитира пред обществото с неоснователни слухове, но единственото, което успява да постигне, е да я направи още по-популярна.

### Смърт
На 19 юли 1810 Луиза Августа умира в ръцете на съпруга си, докато двамата са на гости при баща ѝ в Щрелиц. Кралица Луиза е погребана в градината на замъка „Шарлотенбург“ в специално изграден за целта мавзолей, в който по-късно е положен и съпругът ѝ, крал Фридрих Вилхелм III.

## Деца
Кралица Луиза и крал Фридрих имат девет деца:
- Фридрих Вилхелм IV (Прусия) (1795 – 1864), крал на Прусия
- Вилхелм I (1797 – 1888) – император на Прусия
- Шарлота (1798 – 1860), императрица на Русия
- Фредерика (1799 – 1800)
- Карл Александер Пруски (1801 – 1883)
- Александрина (1803 – 1892)
- Фердинанд (1804 – 1806)
- Луиза (1808 – 1870)
- Албрехт (1809 – 1872)